# Natrekking
Natrekking is een rechtsfiguur waarbij een kleinere, op zich zelfstandige zaak (bijzaak), deel gaat uitmaken van een grotere zaak (hoofdzaak). 
Dit betekent dat de eigendom van de bijzaak teniet gaat. Natrekking moet worden onderscheiden van vermenging en zaaksvorming.
Voorbeelden van natrekking zijn:
- Het plaatsen van een bel op een fiets (de fiets trekt de bel na). De eigenaar van de fiets wordt door natrekking ook eigenaar van de bel (roerende natrekking).
- Het bouwen van een huis op een stuk grond (het huis wordt door de grond nagetrokken). De eigenaar van de grond wordt door natrekking eigenaar van het huis (onroerende natrekking).

Zoals bij zaaksvorming en vermenging betekent dit dat de eigendom van de nagetrokken zaak teniet gaat, tezamen met eventuele afhankelijke rechten als pand en vruchtgebruik.

## België
Het Belgisch Oud Burgerlijk Wetboek gebruikt het woord natrekking, naast de ook in Nederland gebruikte betekenis, ook in een andere betekenis: namelijk als een recht van de eigenaar van een zaak op hetgeen door de zaak wordt voortgebracht.
- De natuurlijke vruchten en de vruchten van nijverheid van de grond, de burgerlijke vruchten, de jongen van de dieren, behoren de eigenaar toe door recht van natrekking (art. 547 BW).

Het recht van natrekking op hetgeen met de zaak wordt verenigd, wordt als volgt beschreven: 
- Alles wat met de zaak verenigd wordt en één lichaam ermee uitmaakt, behoort de eigenaar toe, volgens de gestelde regels (art. 551 BW).  Die gestelde regels regelen vaak een vergoeding voor degene die zijn eigendom verliest, bijvoorbeeld de huurder die een nieuwe badkamer plaatst in zijn huurhuis.  Ook zijn er regels van billijkheid en goede trouw, bijvoorbeeld:
- Duiven, konijnen, vissen, die naar een andere til, warande of vijver overgaan, behoren de eigenaar van deze zaken toe, mits de dieren niet door bedrog en list werden binnengelokt (art. 564 BW).
- Indien een ambachtsman of enig ander persoon, om een zaak van een nieuwe soort te vervaardigen, een hem niet toebehorende stof heeft gebruikt, enz. heeft hij die eigenaar was van de stof, het recht de daaruit vervaardigde zaak op te eisen, mits hij de waarde van het arbeidsloon vergoedt (art 570 BW).
- Indien echter de arbeid van zoveel belang was dat hij de waarde van de gebruikte stof ver overtreft, wordt de arbeid als de hoofdzaak beschouwd, en heeft de arbeider het recht de bewerkte zaak voor zich te behouden, mits hij de prijs van de stof aan de eigenaar vergoedt (art. 571 BW).

Onroerende natrekking kan worden uitgesloten door het recht van opstal.

## Nederland
Voor het Nederlandse recht is artikel 4 van Boek 3 van het Nederlandse Burgerlijk Wetboek het belangrijkste. In lid 1 van dit artikel staat dat wat volgens verkeersopvatting onderdeel van een zaak uitmaakt, bestanddeel is van die zaak. Volgens lid 2 wordt een zaak die met een hoofdzaak zodanig verbonden wordt dat zij daarvan niet kan worden afgescheiden zonder dat fysieke beschadiging van betekenis wordt toegebracht aan een der zaken, bestanddeel van de hoofdzaak. Een consequentie is bijvoorbeeld dat eigendom van een huis op gehuurde grond niet mogelijk is: door natrekking is de eigenaar van de grond ook eigenaar van het huis (bij erfpacht en recht van opstal kan het wel).
De jurisprudentie over verkeersopvatting is begonnen met het Sleepboot Egbertha-arrest.
Enkele belangrijke arresten zijn:
- Arrest Depex/Bergel (1991)
- Portacabin-arrest (1997)
- Arrest St. Barbara/Aartsbisdom Utrecht (2002)